# Overture on an early American Folk Hymn (Smith)
Overture on an early American Folk Hymn - My Shepherd will Supply my Need is een compositie voor harmonieorkest van de Amerikaanse componist Claude T. Smith. Deze compositie is geschreven in opdracht van de vereniging van South Carolina Bandmasters Association. De première werd verzorgd door de South Carolina All-State Band met de componist als gastdirigent.